# C-reactief proteïne (CRP), ultra-sensitief
Het C-reactief proteïne (Engels: C-reactive protein), meestal afgekort tot CRP, is een zogenaamd acutefase-eiwit. CRP wordt geproduceerd door de lever en afgegeven in de bloedbaan.
Na het ontstaan van een ontsteking neemt de hoeveelheid CRP in het lichaam binnen een paar uur toe. Hierdoor is CRP waardevol voor het vaststellen van de aanwezigheid van een ontsteking of om het effect van een medische behandeling op de ontsteking te volgen. 
Naast de gebruikelijke CRP-bepaling is er ook een ultrasensitieve CRP-bepaling op de markt gekomen, hs-CRP; high sensitive CRP of C-reactief proteïne (CRP), ultra-sensitief, waarmee zeer laaggradige ontstekingsreacties aangetoond kunnen worden. Ultra-sensitief CRP wordt aangevraagd bij gezonde personen om te voorspellen of er sprake is van een verhoogde kans op het ontwikkelen van hart- en/of vaatziekte. De test wordt tevens aangevraagd bij patiënten die een hartaanval hebben doorgemaakt om de ernst in te kunnen schatten. 
Bij hart- en vaatziekten maakt het lichaam langdurig heel kleine hoeveelheden CRP aan. Deze kleine hoeveelheden kunnen niet worden gedetecteerd met de huidige CRP-test en daarom is de nieuwe ultrasensitieve CRP-bepaling op de markt gekomen. Deze test kan niet aangeven waar de focus van de ontsteking zich bevindt. Uit diverse recente studies is duidelijk geworden dat de hs-CRP, met name indien gecombineerd bepaald met het totaal cholesterol en het HDL-cholesterol, een sterke voorspeller is van toekomstige coronaire aandoeningen bij ogenschijnlijk gezonde personen. Dit onderzoek is uitgevoerd omdat vermoed wordt dat laaggradige, chronische ontstekingen een belangrijke rol spelen bij het proces van atherosclerose.
Er zijn nog geen duidelijke richtlijnen betreffende deze nieuwe bepaling omdat de test zeer recent is ontwikkeld. Een aantal Amerikaanse wetenschappers en artsen heeft de volgende richtlijnen opgesteld voor het inschatten van het risico op het ontwikkelen van een hart- en/of vaatziekte:
- < 1 mg/L: geen verhoogd risico
- 1 – 3 mg/L: licht verhoogd risico
- > 3 mg/L: hoog risico
- > 10 mg/L: duidt op een acute infectie